# Metleucauge kompirensis
Metleucauge kompirensis är en spindelart som först beskrevs av Friedrich Wilhelm Bösenberg och Embrik Strand 1906.  Metleucauge kompirensis ingår i släktet Metleucauge och familjen käkspindlar. Inga underarter finns listade i Catalogue of Life.